# The Parent Trap (película de 1961)
The Parent Trap — Tú a Boston y yo a California, en España; Operación Cupido, en Latinoamérica— es una película de comedia familiar estadounidense de 1961, basada en la novela infantil Las dos Carlotas, dirigida por David Swift y protagonizada por la actriz británica Hayley Mills. Los actores Brian Keith, Maureen O'Hara y Joanna Barnes. Se trata de la segunda película que Mills hizo para Walt Disney Productions.
La película obtuvo un total de 25,1 millones de dólares desde su lanzamiento y recibió dos candidaturas a los Premios Óscar: al mejor montaje y al mejor sonido.
En 1998 se estrenó una nueva versión dirigida por Nancy Meyers y protagonizada por Lindsay Lohan. La actriz Joanna Barnes actuó en ambas versiones.

## Sinopsis
Sharon y Susan (ambas interpretadas por Hayley Mills) son dos niñas de extraordinario parecido que coinciden en una acampada (campamento de verano). Inmediatamente se enfrentan y por ello son obligadas a convivir juntas y cooperar entre sí. Durante dicha convivencia descubren que su parecido se debe a que son gemelas, separadas a temprana edad por la ruptura de sus padres. Susan vive con el padre, Mitch Evers (Brian Keith), en California; y Sharon, con la madre, Maggie McKendrick (Maureen O'Hara), en Boston. 
Decididas a no volver a separarse jamás, las gemelas conciben un plan por el que se intercambian los papeles y se trasladan a vivir cada una al lugar de la otra, con la intención de reunir de nuevo a sus padres.

## Reparto
- Hayley Mills como Susan Evers y Sharon McKendrick, gemelas idénticas que fueron separadas poco después de nacer cuando sus padres se divorciaron. Se enteran de la existencia de la otra en un campamento de verano. Susan y Sharon están basadas respectivamente en Luise Palfy y Lottie Körner del libro original.
- Brian Keith como Mitchell "Mitch" Evers, el padre de Susan y Sharon, un rico ranchero que vive en California. Está basado en Ludwig Palfy del libro original.
- Maureen O'Hara como Margaret "Maggie" McKendrick, la madre de Susan y Sharon, voluntaria de la Cruz Roja que vive en Boston. Está basada en Luiselotte Körner del libro original.
- Joanna Barnes como Vicky Robinson, una cazafortunas que odia a las gemelas y planea casarse con Mitch por su dinero. Está basada en Irene Gerlach del libro original.
- Charlie Ruggles como Charles McKendrick, el abuelo materno de Susan y Sharon.
- Cathleen Nesbitt como Louise McKendrick, la abuela materna de Susan y Sharon.
- Una Merkel como Verbena, el ama de llaves de la familia Evers. Está basada en Resi del libro original.
- Leo G. Carroll como el Reverendo Dr. Mosby, oficiante de la segunda boda de Mitch y Maggie. Está basado en Benno Grawunder del libro original.
- Linda Watkins como Edna Robinson, la madre de Vicky.
- Ruth McDevitt como Miss Abbey Inch, la directora del campamento de verano donde Susan y Sharon se reencuentran. Está basada en la Sra. Muthesius del libro original.
- Crahan Denton como Hecky, el capataz del rancho de la familia Evers.
- Nancy Kulp como Miss Grunecker, asistente en el campamento de verano donde Susan y Sharon se reencuentran. Está basada en la señorita Ulrike del libro original.
- Frank De Vol como el Sr. Eaglewood.
- Susan Henning como Susan Evers/Sharon McKendrick ( doble de cuerpo ) [sin acreditar]

## Doblaje en español
Estudio de doblaje Hugo Donarelli-Chamartín. 
- Mari Pe Castro: voz de Susan Evers
- Mari Pe Castro: voz de Sharon McKendrik
- Celia Honrubia: voz de Margaret McKendrik
- Ángel María Baltanás: voz de Mitch Evers
- Lucita García Luengo: voz de Miss Inch
- Delia Luna: voz de Vicky Robinson
- Joaquín Vidriales: voz de Hecky
- Fernando Mateo: voz de Sr. Eaglewood
- Pilar Gentil: voz de Verbena
- Juan León Córdoba: voz de Reverendo Mosby
- Manuel de Juan: voz del Abuelo Charles McKendrik
- Josefina de Luna: voz de la Abuela Luisa McKendrik
- Delia Luna: voz de Úrsula

## Recepción
La película tuvo éxito. Eso posibilitó a que Hayley Mills volviese a interpretar a dos hermanas gemelas en varias ocasiones para la televisión durante los años 80.

## Secuelas y reedición homónima
- El éxito de la película originó una serie de secuelas para televisión en los 80, en las que aparece una Hayley Mills, ya adulta de nuevo, interpretando a dos gemelas.
- Finalmente, en 1998 se rodó una nueva versión (remake), titulado igualmente The Parent Trap (en España, Tú a Londres y yo a California y en Hispanoamérica, Juego de Gemelas), protagonizado por Lindsay Lohan.

## Premios Oscar
| Año  | Premio        | Categoría              | Candidata          | Resultado |
| ---- | ------------- | ---------------------- | ------------------ | --------- |
| 1962 | Premios Óscar | Óscar al mejor montaje | Philip W. Anderson | Candidato |
| 1962 | Premios Óscar | Óscar al mejor sonido  | Robert O. Cook     | Candidato |